# Inajatullah Chan
Inajatullah Chan (ur. 20 października 1888, zm. 12 sierpnia 1946) - król Afganistanu od 14 stycznia 1929 do 17 stycznia 1929. Był synem Habibullaha Chana. Jego krótkie panowanie skończyło się abdykacją.